# 토니아 스튜어트
토니아 스튜어트(Tonea Stewart, 1947년 2월 3일 ~ )는 미국의 배우이다.
그린우드에서 태어났다.

## 출연 작품
- 걸즈 트립 (2017년)
- 끝에서 시작되다 (2017년)
- 더 홀라스 (2016년)
- 로터리 티켓 (2010년)
- 미시시피 댐드 (2009년)
- 레이싱 포 타임 (2008년)
- Love... & Other 4 Letter Words (2007)
- 콘스텔레이션 (2005년)
- 후드 렛 (2001년)
- 타임 투 킬 (1996년)
- 그램스 (1995년)
- 분노의 장미 (1995년)
- 원 크리스마스 (1994년)
- 보디 에일리언 (1993년)
- 시티 레인져 (1993년)
- 영광의 계단 (1989년)

### 텔레비전
- In the Heat of the Night (1988)